# Una nuova visione del mondo
Una nuova visione del mondo è l'EP che segna la svolta solista di Tormento, dopo la fine dell'esperienza con i Sottotono.

## Tracce
1. Una nuova visione – 4:01
2. Occhi innocenti – 3:53
3. Una nuova visione (Jazzyfreshmix) – 3:49
4. Corrotti – 4:08